# Такасіма Мінако
Такасіма Мінако (яп. 高嶋 美奈子; нар. Японія) — японська футболістка, нападниця, виступала в збірній Японії.

## Клубна кар'єра
Такасіма виступала за клуб «Ніссан» з Л-Ліги. У сезоні 1993 року отримала приз «Бійцівський дух». Проте в 1993 році «Ніссан» було розформовано. З 1994 року захищала кольори «Сирокі Серена».

## Кар'єра в збірній
Дебютувала у збірній Японії 21 серпня 1994 року в поєдинку проти Австрії.

## Статистика виступів у збірній
| жіноча національна збірна Японії | жіноча національна збірна Японії | жіноча національна збірна Японії |
| Рік                              | Матчі                            | Голи                             |
| -------------------------------- | -------------------------------- | -------------------------------- |
| 1994                             | 1                                | 0                                |
| Загалом                          | 1                                | 0                                |